# Тыце, Роман
Ро́ман Ты́це (чеш. Roman Týce; 7 мая 1977, Роуднице-над-Лабем, ЧССР) — чешский футболист, ныне тренер молодёжного состава немецкого ФК «Унтерхахинг».

## Карьера

### Клубная
Уроженец Роуднице-над-Лабем, Тыце с детства жил в деревне Чернив, в 13 лет поступил в футбольную школу пражской «Спарты». В первой чешской лиге он перешёл в либерецкий «Слован», в 1998 году заключил контракт с ннемецким клубом «Мюнхен 1860» где выступал до 2007 года. В мае 2005 года, в самом конце сезона он получил разрыв крестообразных связок в колене, но отказался разрывать контракт с клубом и продлил его до середины 2006 года. 19 марта 2006 случился рецидив травмы, но Тыце продлил в июне контракт ещё на год. Несмотря на это, в состав клуба он перестал попадать и в межсезонье 2007/08 перешёл в немецкий «Унтерхахинг», игравший в третьей Бундеслиге. В сезоне 2008/009 он забил 4 гола в 26 играх, а в следующем сезоне провёл только 18 встреч и забил 1 гол, остальные игры он пропустил из-за травмы. После сезона 2010/11 завершил карьеру.

### В сборной
В молодёжной сборной он выступал с 1996 по 2000 годы и провёл 26 встреч. В основной сборной он выступал с 1999 по 2005 годы, сыграл на одну встречу меньше, но отметился забитым голом. Как игрок сборной стал бронзовым призёром Евро-2004.

### Тренерская
В ходе сезона 2010/11 Тыце занимался в спортивной школе на тренерских курсах. 10 мая 2011 он получил лицензию тренера. С сезона 2011/12 работает тренером молодёжного состава «Унтерхахинга» и помощником главного тренера Хайко Херрлиха.